# Iringaprom
Iringaprom é uma vila no distrito de Thrissur, no estado indiano de Kerala.

## Demografia
Segundo o censo de 2001, Iringaprom tinha uma população de 8535 habitantes. Os indivíduos do sexo masculino constituem 47% da população e os do sexo feminino 53%. Iringaprom tem uma taxa de literacia de 84%, superior à média nacional de 59,5%: a literacia no sexo masculino é de 85% e no sexo feminino é de 83%. Em Iringaprom, 12% da população está abaixo dos 6 anos de idade.